# Jatropha afrotuberosa
Jatropha afrotuberosa är en törelväxtart som beskrevs av Radcl.-sm. och Rafaël Herman Anna Govaerts. Jatropha afrotuberosa ingår i släktet Jatropha och familjen törelväxter. Inga underarter finns listade i Catalogue of Life.